# Vansbro
Vansbro este un oraș în Suedia.

## Demografie
| \| Evoluția demografică a zonei urbane Vansbro, 1970–2015 \| Evoluția demografică a zonei urbane Vansbro, 1970–2015 \| Evoluția demografică a zonei urbane Vansbro, 1970–2015 \| Evoluția demografică a zonei urbane Vansbro, 1970–2015 \| Evoluția demografică a zonei urbane Vansbro, 1970–2015 \| \| --------------------------------------------------------------------------------------- \| ------------------------------------------------------ \| ------------------------------------------------------ \| ------------------------------------------------------ \| ------------------------------------------------------ \| \| An \| \| \| Locuitori \| \| \| 1970 \| 1970 \| \| 2.701 \| 2.701 \| \| 1975 \| 1975 \| \| 2.708 \| 2.708 \| \| 1980 \| 1980 \| \| 2.705 \| 2.705 \| \| 1990 \| 1990 \| \| 2.457 \| 2.457 \| \| 1995 \| 1995 \| \| 2.292 \| 2.292 \| \| 2000 \| 2000 \| \| 2.132 \| 2.132 \| \| 2005 \| 2005 \| \| 2.030 \| 2.030 \| \| 2010 \| 2010 \| \| 2.026 \| 2.026 \| \| 2015 \| 2015 \| \| 2.042 \| 2.042 \| \| Sursa: SCB - Statistika Centralbyrån, Folkmängden per tätort. Vart femte år 1960 - 2016 \| \| \| \| \| |      |  |           |       |
| Evoluția demografică a zonei urbane Vansbro, 1970–2015 |      |  |           |       |
| An |      |  | Locuitori |       |
| 1970 | 1970 |  | 2.701     | 2.701 |
| 1975 | 1975 |  | 2.708     | 2.708 |
| 1980 | 1980 |  | 2.705     | 2.705 |
| 1990 | 1990 |  | 2.457     | 2.457 |
| 1995 | 1995 |  | 2.292     | 2.292 |
| 2000 | 2000 |  | 2.132     | 2.132 |
| 2005 | 2005 |  | 2.030     | 2.030 |
| 2010 | 2010 |  | 2.026     | 2.026 |
| 2015 | 2015 |  | 2.042     | 2.042 |
| Sursa: SCB - Statistika Centralbyrån, Folkmängden per tätort. Vart femte år 1960 - 2016 |      |  |           |       |